# Charaxes minor
Charaxes minor är en fjärilsart som beskrevs av Storace 1948. Charaxes minor ingår i släktet Charaxes och familjen praktfjärilar. Inga underarter finns listade i Catalogue of Life.